# Hội chứng cảm thấy mất dương vật
Hội chứng cảm thấy mất dương vật hay còn gọi là Hội chứng Koro là một hội chứng y học tâm thần và mang tính văn hóa, trong đó bệnh nhân có cảm giác mất đi dương vật của mình thông qua một cuộc giao tiếp với một đối tượng nào đó, giống như hình thức một cái bắt tay, mất ngay của quý. Hội chứng này được ghi nhận trong lịch sử và thực tiễn tại các nước châu Âu (thời Trung Cổ), châu Á, châu Phi và thường gắn liền với những thế lực phù thủy.

## Tổng quan
Những đồn đại về tà thuật trên gắn liền với hội chứng cảm thấy mất dương vật. Người mắc hội chứng này sẽ cảm giác dương vật mình bỗng nhiên teo lại và biến mất, không còn cảm nhận được nữa. Cho tới nay, người ta mới chỉ lý giải được nguyên nhân của hội chứng Koro. Phần nhiều là do những chấn động tâm lý có liên quan tới bộ phận sinh dục dẫn tới liệt dương, sau đó là mất cảm giác và mắc phải hội chứng Koro. Mặc dù vậy những vụ việc như, những vụ ăn cắp dương vật kì lạ, bí ẩn đã xảy ra. Làm thế nào mà một cái bắt tay có thể lấy đi bộ phận sinh dục của người khác và có phải tà thuật hay không thì vẫn chưa lý giải thấu đáo.

## Một số ghi nhận
Theo lịch sử có ghi nhận về hiện tượng giống "ma thuật" trên, người ta phát hiện ra, đây không phải là một dịch bệnh mới xuất hiện, nó đã tồn tại hàng trăm năm trên khắp 5 châu, reo rắc bao nỗi kinh hoàng cho loài người.

### Châu Á
Tại Trung Quốc, từ xa xưa các sách y thuật của người Hán (203 TCN - 220) đã đề cập khá nhiều về căn bệnh này. Theo như mô tả, nạn nhân đột nhiên sẽ thấy một luồng điện chạy trong người, rồi dương vật từ từ thu nhỏ lại, cuối cùng chui tọt vào bụng. Nếu không được chữa trị kịp thời, nạn nhân chắc chắn sẽ chết.
Ở Đông Nam Á vào năm 1967, dịch bệnh mất dương vật được ghi nhận là đã xảy ra trong vòng 10 ngày tại Singapore. Báo chí đồng loạt đưa tin hàng trăm người đã đột nhiên mắc Koro sau khi ăn thịt lợn chưa được tiêm vaccine. Sau đó 09 năm, tại Thái Lan, Koro lại bùng phát khiến 350 người mất dương vật. Nguyên nhân được đổ lỗi cho thực phẩm và thuốc lá tẩm độc được nhập khẩu nhằm hãm hại người Thái.

### Châu Âu
Tại châu Âu, ghi chép cổ nhất về hiện tượng Koro và nạn trộm dương vật là vào thời Trung cổ (từ thế kỷ V - XIII). Theo đó, những phù thủy đã cố tình dùng ma thuật, gây ra tội ác để làm trò mua vui. Biểu hiện của nó cũng tương tự như tài liệu người Trung Quốc cổ đại đề cập. Dịch mất dương vật được cho là hoành hành khắp châu Âu thời Trung cổ. Cuốn sách Malleus Maleficarum là một bản có ghi chép về Koro.
Văn hóa châu Âu cho rằng, nguyên nhân của sự việc là do các phù thủy gây ra. Trong bản chép tay của tác giả Malleus Maleficarum vào thế kỉ XV kể rằng, những mụ phù thủy ăn cắp dương vật, giấu chúng vào chiếc hộp. Những phù thủy muốn chơi đùa với dương vật của đàn ông. Sau đó, họ dùng phép di chuyển dương vật lơ lửng trong không trung mua vui trong khi đang ăn bỏng ngô. Nạn nhân nếu muốn lấy lại dương vật thì phải bắt được kẻ phạm tội và hỏa thiêu chúng.

### Châu Phi
Tại châu Phi, những vụ đánh cắp dương vật qua một lần bắt tay liên tiếp xảy ra trong vòng 2 thập kỷ, gây hoang mang và lo sợ cho người dân. Theo một lời kể lại, kẻ lạ mặt xuất hiện, mua một tách trà và bắt tay người chủ quán. Nạn nhân ngay lập tức thấy như một dòng điện chạy qua cơ thể và dương vật anh ta thì teo nhỏ lại như kích thước của một đứa trẻ. Kẻ lạ mặt thì biến mất lúc nào không hay.
Những vụ án lây lan như một dịch bệnh khắp Tây và Trung Phi khiến nhiều người đã không còn dám bắt tay chào hỏi người đối diện… Nigeria là mảnh đất phát sinh nạn ăn cắp dương vật ở châu Phi Không lâu sau đó, tại lục địa đen châu Phi, nạn ăn cắp dương vật cũng hoành hành. Bắt đầu từ Nigeria và Cameroon, nó nhanh chóng lan sang Ghana, Bờ Biển Ngà và Senegal. Các trường hợp nạn nhân đều có biểu hiện và triệu chứng như người bị Koro. Tất cả đều hoảng loạn, lo sợ và không còn dám ra đường.
Tại châu Phi, hung thủ được cho không ai khác là các phù thủy. Ma thuật được chúng dùng để ăn cắp dương vật người khác có tên ma thuật đen. Không chỉ tấn công đàn ông mà chúng còn ấy trộm cả bộ phận sinh dục và ngực của phụ nữ.